# 2359 Debehogne
2359 Debehogne eller 1931 TV är en asteroid i huvudbältet, som upptäcktes 5 oktober 1931 av den tyske astronomen Karl Wilhelm Reinmuth i Heidelberg. Den har fått sitt namn efter den belgiske astronomen Henri Debehogne.
Asteroiden har en diameter på ungefär 6 kilometer.